# Antoine Doyen
Antoine Doyen, född 26 december 1881, död 3 januari 1951, var en friidrottare från Belgien. Han deltog vid olympiska sommarspelen 1920.